# Ken MacLeod

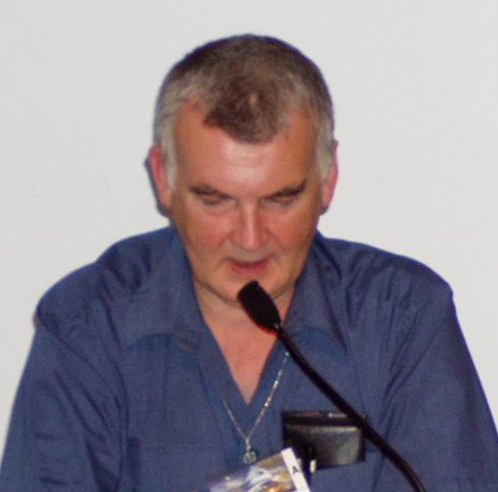
Auf der 63. World Science Fiction Convention in Glasgow, August 2005

Ken MacLeod (* 2. August 1954 in Stornoway, Schottland), eigentlich Kenneth Macrae MacLeod, ist ein schottischer Science-Fiction-Autor.

## Leben
Ken MacLeod wurde am 2. August 1954 in Stornoway auf der Isle of Lewis in Schottland geboren. Er studierte Zoologie an der Universität Glasgow. Ken MacLeod ist Autor diverser Science-Fiction-Romane. Heute lebt er in der Nähe von Edinburgh.
Ken MacLeod ist auch politisch engagiert, was in seinen Romanen manchmal dezent anklingt, wenn etwa beiläufig Buchtitel genannt werden („Bücher über Wirtschaft“), deren Verfasser Karl Marx ist oder der britische Trotzkist Tony Cliff. Obwohl die Trilogie „Engines of Light“ deutlich nach 1989 erschienen ist, taucht dort die Sowjetunion auf. Etwas unpolitischer sind Scherze wie dass die interstellare Währung der „Taler“ ist oder dass plötzlich ein „antiker Archäologe“ Erich von Däniken genannt wird. Gewagt ist der Versuch Ken MacLeods in der Engines-of-Light-Trilogie einen interstellaren Roman zu schreiben, dessen Handlung sich quer durch die Galaxis zieht, ohne dass die Lichtgeschwindigkeit überschritten werden kann.

## Werk

### Fall Revolution
- Vol. 1: The Star Fraction, 1995

Band 1: Das Sternenprogramm, Heyne, 2001, ISBN 3-453-18788-1
- Vol. 2: The Stone Canal, 1996

Band 2: Die Mars-Stadt, Heyne, 2002, ISBN 3-453-19678-3
- Vol. 3: The Cassini Division, 1998

Band 3: Die Cassini-Division, Heyne, 2003, ISBN 3-453-86326-7
- Vol. 4: The Sky Road, 1999

### The Web
MacLeod hat den Band 8 zu der zwölfteiligen Jugendbuch-Serie The Web beigetragen.

### Engines of Light
- Vol. 1: Cosmonaut Keep, 2000
- Vol. 2: Dark Light, 2001
- Vol. 3: Engine City, 2002

### Einzelromane
- Newton's Wake: A Space Opera, 2004
- Learning the World: A Novel of First Contact, 2005
- The Execution Channel, 2007
- The Night Sessions, 2008
- The Restoration Game, 2010
- Intrusion, 2012

### Kurzgeschichtensammlung
- Giant Lizards From Another Star, 2006

### Sonstige Kurzgeschichten
- The Human Front, 2002
- Engine City (Excerpt), 2003
- A Case of Consilience, 2005
- MS Found on a Hard Drive, 2006
- The Highway Men, 2006
- Lighting Out, 2007
- Who's Afraid of Wolf 359?, 2007

## Preise und Auszeichnungen
- 1996 Prometheus Award für den Roman The Star Fraction
- 1998 Prometheus Award für den Roman The Stone Canal
- 1999 BSFA Award für den Roman The Sky Road
- 2001 Sidewise Award für die Erzählung The Human Front
- 2006 Prometheus Award für den Roman Learning the World
- 2007 BSFA Award für die Erzählung Lighting Out
- 2008 BSFA Award für den Roman The Night Sessions